# 英知明
英 知明（はなぶさ ちあき）は、日本の英文学者・書誌学者。慶應義塾大学名誉教授。

## 人物・経歴
1983年明治学院大学文学部英文学科卒業。1989年筑波大学大学院文芸・言語研究科 各国文学専攻 イギリス文学 博士課程単位取得退学。1999年慶應義塾大学商学部助教授。2001年英国バーミンガム大学シェイクスピア・インスティテュート大学院 博士課程修了 (Ph.D). 2004年慶應義塾大学商学部教授。同年第12回福原賞受賞。2016年ケンブリッジ大学ダウニング・コレッジ客員フェロー。同年 The Colin Baldwin Fellowship (The Malone Society)、The Fredson Bowers Award (The Bibliographical Society)を受賞。

## 著書
- "The Famous Victories of Henry the Fifth 1598" (Manchester University Press), 2007年
- "Robert Yarington, Two Lamentable Tragedies" (Manchester University Press), 2013年
- 『シェイクスピア時代の演劇世界: 演劇研究とデジタルアーカイヴズ』（佐野隆弥, 田中一隆, 辻照彦と共編著）九州大学出版会, 2015年
- "Christopher Marlowe, Doctor Faustus 1604" (Manchester University Press), 2018年
- "Christopher Marlowe, Doctor Faustus 1616" (Manchester University Press), 2019年